# Aage Abraham
Aage Villiam Nielsen Abraham (26. juli 1891 i Tingsted Sogn - 1. november 1956 i Vordingborg) var en dansk bryder, og atlet.
Aage Abraham var som bryder medlem af Brydeklubben Thor i Nykøbing Falster 1929, Atletklubben DAN i København 1930 og derefter i Atletklubben Odin i Vordingborg, som atlet var han medlem af Vordingborg AC. Han vandt det danske mesterskab i brydning i sværvægt 1935 efter sejer over Johan Siboska fra Alsia. Aage Abraham vandt tre atletik-DM medaljer i vægtkast 1934-1936.
Aage Abraham optræder som Danmarks stærkeste mand. Han løftede ved et show foran Gåsetårnet i Vordingborg, med sele, både hest, rytter og sadel og løftede ved et velgørenhedsstævne i Stege et helt junior-fodboldhold, som tilsammen vejede 600 kg.
Aage Abraham var egentlig først slagter hos sin far slagtermester Hans Peder Nielsen Abraham i Tingsted, senere malermester men endte som farvehandler. Han solgte sin farvehandel på Algade i Vordingborg til fodboldspiller og senere landstræner Morten Olsen's far Alex Olsen og åbnede en ny farvehandel som også lå på Algade.
Aage Abraham døde af kræft i 1956.

## Danske mesterskaber
Brydning
- Guld 1935 Sværvægt

Atletik
- Bronze 1936 Vægtkast 14,33
- Sølv 1935 Vægtkast 15,13
- Sølv 1934 Vægtkast 14,71